# Notranja Mongolija
Notranja Mongolija (kitajsko: 内蒙古; pinjin: Nèi Měnggǔ, mongolskoᠥᠪᠥᠷ ᠮᠣᠩᠭᠣᠯ, izgovorjava [ˈɵw̜ɵ̆r ˈmɔɴɢɞ̆ɮ]), uradno Avtonomna pokrajina Notranja Mongolija, je avtonomna regija Ljudske republike Kitajske. Njena meja vključuje večino dolžine kitajske meje z državo Mongolijo. Notranja Mongolija predstavlja tudi majhen odsek kitajske meje z Rusijo (Zabajkalski kraj). Njeno glavno mesto je Hohot; druga večja mesta vključujejo Baotou, Čifeng, Tongliao in Ordos.
Avtonomna pokrajina je bila ustanovljena leta 1947 in je vključevala območja provinc nekdanje republike Kitajske Suijuan, Čahar, Rehe, Liaobei in Šing'an, skupaj s severnima deloma Gansu in Ningšja.
Po površini je tretja največja kitajska upravna enota, ki obsega približno 1.200.000 km² in 12 % celotne kitajske površine. Zaradi dolgega razpona od vzhoda do zahoda je Notranja Mongolija geografsko razdeljena na vzhodni in zahodni del. Vzhodni del je pogosto vključen v severovzhodno Kitajsko (Dongbei), z večjimi mesti, vključno s Tongliao, Čifeng, Hailar in Ulanhot. Zahodni del je vključen v severno Kitajsko, z večjimi mesti, vključno z Baotoujem in Hohotom. Po popisu leta 2010 je zabeležil 24.706.321 prebivalcev, kar je predstavljalo 1,84 % celotnega prebivalstva celinske Kitajske. Notranja Mongolija je 23. najbolj naseljena enota na ravni province. Večina prebivalstva v regiji so Kitajci Han, s precejšnjo mongolsko manjšino blizu 5.000.000 (2019), ki je največja mongolska populacija na svetu (večja od tiste v državi Mongolija). Notranja Mongolija je ena gospodarsko bolj razvitih provinc na Kitajskem z letnim BDP na prebivalca v višini 14.343 USD (2022), kar je na 8. mestu v državi. Uradna jezika sta mandarinščina in mongolščina, od katerih je slednja napisana v tradicionalni mongolski pisavi, v nasprotju z mongolsko cirilico, ki se uporablja v državi Mongolija (prej pogosto opisana kot Zunanja Mongolija).

## Etimologija
V kitajščini je regija znana kot »Notranja Mongolija«, kjer sta izraza »notranja in »zunanja« izpeljana iz mandžurskega dorgi/tulergi (prim. mongolsko dotugadu/gadagadu). Notranja Mongolija se razlikuje od zunanje Mongolije, ki je bila izraz, ki so ga uporabljale Republika Kitajska in prejšnje vlade za označevanje sedanje neodvisne države Mongolije in Republike Tuve v Rusiji. Izraz notranja 内 se je nanašal na Nei Fan 内藩, tj. tisti potomci Džingiskana, ki so v dinastijah Ming in Čing prejeli naziv kan (kralj) in so živeli v delu južne Mongolije. Lokalni separatisti in mongolski iredentisti regijo včasih imenujejo Južna Mongolija.

## Zgodovina
Veliko tega, kar je znanega o zgodovini Velike Mongolije, vključno z Notranjo Mongolijo, je znanega iz kitajskih kronik in zgodovinarjev. Pred vzponom Mongolov v 13. stoletju so današnjo osrednjo in zahodno Notranjo Mongolijo, zlasti regijo Hetao, izmenično nadzorovali kitajski poljedelci na jugu ter Šiongnu, Šianbei, Hitan, Džurčen, Tudžue in nomadski Mongoli iz severa. Zgodovinska pripoved o tem, kar je zdaj Vzhodna Notranja Mongolija, je večinoma sestavljena iz izmenjav med različnimi tunguškimi in mongolskimi plemeni, ne pa iz boja med nomadi in kitajskimi poljedelci.

### Zgodnja zgodovina
Kulturne spomenike Ploščasto-grobne kulture najdemo v severni, srednji in vzhodni Mongoliji, Notranji Mongoliji, severozahodni Kitajski, južnem, srednjevzhodnem in južnem bajkalskem ozemlju. Mongolski učenjaki dokazujejo, da je ta kultura povezana s proto-Mongoli.
V času dinastije Džov so osrednjo in zahodno notranjo Mongolijo (regija Hetao in okoliška območja) poseljevala nomadska ljudstva, kot so Loufan, Linhu in Dí, medtem ko so vzhodno notranjo Mongolijo naselili Donghu. V obdobju vojskujočih se držav je kralj Vuling (340–295 pr. n. št.) iz države Džao s sedežem v današnjih provincah Hebei in Šanši zasledoval ekspanzionistično politiko do regije. Potem ko je uničil državo Dí Džongšan v današnji provinci Hebei, je premagal Linhu in Loufan ter ustvaril poveljstvo Jundžong blizu sodobnega Hohota. Kralj Vuling iz Džao je zgradil tudi dolg zid, ki se je raztezal skozi regijo Hetao. Potem ko je Čin Ši Huang leta 221 pr. n. št. ustvaril prvo enotno kitajsko cesarstvo, je poslal generala Meng Tiana, da prežene Šiongnu iz regije in vključi stari zid Džao v Veliki kitajski zid dinastije Čin. Obdržal je tudi dve komandiji v regiji: Džiujuan in Jundžong in tja preselil 30.000 gospodinjstev, da bi utrdil regijo. Po propadu dinastije Čin leta 206 pr. n. št. so bila ta prizadevanja opuščena.
Med dinastijo Zahodni Han je cesar Vu leta 127 pr. n. št. poslal generala Vei Činga, da ponovno osvoji regijo Hetao od Šiongnu. Po osvojitvi je cesar Vu nadaljeval politiko gradnje naselbin v Hetau za obrambo pred Šiong-Nu. Istega leta je v Hetau ustanovil poveljstvi Šuofang in Vujuan. Istočasno je današnjo vzhodno notranjo Mongolijo nadzoroval Šianbei, ki bo kasneje po moči in vplivu zasenčil Šiongnu.
Med vzhodno dinastijo Han (25–220 n. št.) so Šiongnu, ki se je predala dinastiji Han, začeli naseljevati v Hetao in se mešati s priseljenci Han na tem območju. Kasneje, v času dinastije Zahodni Džin, je plemič Šiongnu iz Hetaoja, Liu Juan, v regiji ustanovil kraljestvo Han Džao, s čimer se je začelo obdobje šestnajstih kraljestev, ki je zaznamovalo razpad severne Kitajske pod različnimi Han in ne-Han (vključno s Šiongnu in Šianbei) režimi.
Dinastija Sui (581–618) in dinastija Tang (618–907) sta ponovno vzpostavili enoten kitajski imperij in tako kot njihovi predhodniki osvojili in naselili ljudi v Hetao, čeprav so bila ta prizadevanja znova prekinjena, ko je imperij Tang začel propadati. Hetao (skupaj s preostalim delom današnje Notranje Mongolije) je nato prevzel Kitanski imperij (dinastija Liao), ki so ga ustanovili Kitanci, nomadsko ljudstvo, ki izvira iz današnjega južnega dela Mandžurije in vzhodne Notranje Mongolije. Sledili so jim Zahodni Šja Tanguti, ki so prevzeli nadzor nad tem, kar je danes zahodni del Notranje Mongolije (vključno z Zahodnim Hetaom). Kitane so pozneje nadomestili Džurčeni, predhodniki sodobnih Mandžujev, ki so ustanovili dinastijo Džin v Mandžuriji in Severni Kitajski.

### Mongolsko in Ming obdobje
Potem ko je Džingiskan leta 1206 združil mongolska plemena in ustanovil Mongolsko cesarstvo, je bilo cesarstvo Tangut Zahodni Šia dokončno osvojeno leta 1227, dinastija Džurčen Džin pa je padla leta 1234. Leta 1271 je Kublajkan, vnuk Džingiskana, ustanovil dinastijo Juan. Kublajkanova poletna prestolnica Šangdu (aka Šanadu) je bila v bližini današnjega Dolonorja. V tem času sta ljudstva Ongud in Khungirad prevladovala na območju današnje Notranje Mongolije. Potem ko je dinastijo Juan leta 1368 strmoglavila dinastija Ming pod vodstvom Hanov, je Ming zavzela dele Notranje Mongolije, vključno s Šangdujem in Jingčangom. Mingi so obnovili Veliki kitajski zid na njegovi sedanji lokaciji, ki približno sledi južni meji sodobne avtonomne regije Notranja Mongolija (čeprav se znatno odmika na meji Hebei-Notranja Mongolija). Mingi so tam ustanovili tri garde, sestavljene iz Mongolov. Kmalu po incidentu v Tumuju leta 1449, ko je vladar Oirata Esen taiši ujel kitajskega cesarja, so Mongoli preplavili jug od Zunanje Mongolije do Notranje Mongolije. Tako je bila od takrat naprej do leta 1635 Notranja Mongolija v času dinastije Severni Juan politično in kulturno središče Mongolov.

### Obdobje Čing
Vzhodna mongolska plemena v bližini in v Mandžuriji, zlasti Khorčin in Južni Khalkha v današnji Notranji Mongoliji, so se poročala med seboj, sklepala zavezništva z plemeni Džurčen in se borila proti njim, dokler Nurhaci, ustanovitelj nove dinastije Jin, ni utrdil svojega nadzora nad vsemi skupinami v območje leta 1593. Mandžurci so pridobili daljnosežni nadzor nad plemeni Notranje Mongolije leta 1635, ko je sin Ligden kana predal plemena Čakhar Mongol Mandžurcem. Mandžurci so nato leta 1644 napadli Kitajsko Ming in jo spravili pod nadzor svoje novoustanovljene dinastije Čing. Pod dinastijo Čing (1636–1912) se je Velika Mongolija za vsako regijo upravljala na drugačen način:
- Zunanja Mongolija: ta regija ustreza moderni državi Mongoliji, plus regija Tanu Uriankhai pod rusko upravo in del severnega Šindžjanga. Vključevala je štiri lige (aimag) Khalkha Mongolov severno od Gobija, pa tudi regiji Tanu Uriankhai in Khovd v severozahodni Mongoliji, ki ju je nadzoroval general Uliastai iz mesta Uliastai.
- Notranja Mongolija: ta regija je ustrezala večini sodobne Notranje Mongolije in nekaterim sosednjim območjem v provincah Liaoning in Džilin. Baners (upravna razdelitev avtonomne regije Notranja Mongolija) in plemena v tej regiji so spadala pod šest lig (čulghan): Džirim, Džuuda, Džosutu, Šilingol, Ulanqab in Jekedžu.
- Taoši Mongolia: Baners Alašan Öölüd in Edžine Torghud sta bili ločeni od aimagov Zunanje Mongolije in chuulghanov Notranje Mongolije. To ozemlje je enakovredno današnji ligi Alxa, najzahodnejšemu delu današnje Notranje Mongolije.
- Čaharske baners je nadzoroval vojaški poveljnik mesta Čahar (zdaj Džangdžjakou). Njihov obseg je ustrezal južnemu Ulanqabu in Bajanurju v sodobni Notranji Mongoliji ter regiji okoli Džangdžjakouja v provinci Hebei. Hkrati je tej regiji pripadala tudi pristojnost nekaterih obmejnih oddelkov provinc Džili in Šanši.
- Baner Guihua Tümed je nadzoroval vojaški poveljnik mesta Suijuan (zdaj Hohot). To ustreza okolici sodobnega mesta Hohot. Hkrati je tej regiji pripadala tudi pristojnost nekaterih obmejnih oddelkov sodobne province Šanši.
- Regija Hulunbuir v današnji severovzhodni Notranji Mongoliji je bila del jurisdikcije generala Heilongdžianga, enega od treh generalov Mandžurije.

Notranji mongolski voditelj Čahar Ligdan Kan, potomec Džingiskana, je nasprotoval in se boril proti Čingu, dokler ni leta 1634 umrl za črnimi kozami. Nato so se notranji Mongoli pod njegovim sinom Ejei Kanom predali Čingom. Ejei Kan je dobil naziv princ (親王; qīn wáng), plemstvo Notranje Mongolije pa se je tesno povezalo s kraljevo družino Čing in se z njo pogosto poročalo. Ejei Kan je umrl leta 1661 in nasledil ga je njegov brat Abunai. Potem ko je Abunai pokazal nezadovoljstvo z vladavino Manču Činga, so ga leta 1669 v Šenjangu dali v hišni pripor in cesar Kangši je svoj naslov dal svojemu sinu Borniju. Abunai je nato zahteval čas, nato pa sta se on in njegov brat Lubuzung uprl Čingu leta 1675 med uporom treh fevdatorijev, pri čemer se je uporu pridružilo 3000 privržencev Čahar Mongolov. Upor je bil zadušen v dveh mesecih, Čing je nato v bitki 20. aprila 1675 zatrl upornike in ubil Abunaija in vse njegove privržence. Njihov naslov je bil ukinjen, vsi kraljevi moški Čahar Mongol so bili usmrčeni, tudi če so bili rojeni princesam Manču Čing in vse ženske mongolske kraljevine Čahar so bile prodane v suženjstvo, razen princes Manču Čing. Čahar Mongoli so bili nato postavljeni pod neposredni nadzor cesarja Činga, za razliko od drugih notranjih mongolskih zvez, ki so ohranile svojo avtonomijo.
Kljub uradni prepovedi naselitve Kitajcev Han na mandžurskih in mongolskih ozemljih se je Čing do 18. stoletja odločil naseliti Han begunce iz severne Kitajske, ki so trpeli zaradi lakote, poplav in suše, v Mandžurijo in notranjo Mongolijo. Posledično so Han Kitajci do leta 1780 obdelovali 500.000 hektarjev v Mandžuriji in več deset tisoč hektarjev v Notranji Mongoliji.
Navadni Mongoli niso smeli potovati izven svojih lig. Čing je Mongolom prepovedal prečkati meje svojih banerjev, celo v druge mongolske banerje in prestopiti v neidi (18 kitajskih provinc Han) in jih resno kaznoval, če so to storili, da bi ohranili Mongole razdeljene drug proti drugemu koristi Čingu. Mongolski romarji, ki so želeli zapustiti meje svojega banerja iz verskih razlogov, kot je romanje, so morali zaprositi za potne liste, ki so jim dali dovoljenje.
V 18. stoletju se je naraščajoče število kitajskih naseljencev Han začelo nezakonito preseljevati v notranjo mongolsko stepo. Do leta 1791 je bilo na banerju Front Gorlos toliko kitajskih naseljencev Han, da je jasak zaprosil vlado Čing za legalizacijo statusa kmetov, ki so se tam že naselili.
V 19. stoletju so Mandžurci postajali vse bolj sinizirani in soočeni z rusko grožnjo so začeli spodbujati kitajske kmete Han, da se naselijo tako v Mongoliji kot v Mandžuriji. Tej politiki so sledile tudi naslednje vlade. Železnice, ki so jih gradili v teh regijah, so bile še posebej koristne za kitajske naseljence Han. Zemljo so bodisi prodali mongolski princi ali jo dali v najem kitajskim kmetom Han ali pa jo preprosto odvzeli nomadom in jo dali kitajskim kmetom Han.
Skupina Han Kitajcev med dinastijo Čing, imenovana mongolski privrženci, se je priselila v notranjo Mongolijo, ki je delala kot služabnik za Mongole in mongolske prince ter se poročala z mongolskimi ženskami. Njihovi potomci so se še naprej poročali z mongolskimi ženskami in spremenili svojo etnično pripadnost v mongolsko, ko so se asimilirali v mongolsko ljudstvo, primer tega so bili predniki Li Šoušina. Razlikovali so se od pravih Mongolov 真蒙古.

### Republika Kitajska in obdobja druge svetovne vojne
Zunanja Mongolija se je osamosvojila od dinastije Čing leta 1911, ko je bil Jebtsundamba Khutugtu iz Khalkha razglašen za Bogd Kana Mongolije. Čeprav so skoraj vsi banerji Notranje Mongolije priznavali Bogd Kana kot vrhovnega vladarja Mongolov, so notranji spori v regiji preprečili popolno ponovno združitev. Protiutež mongolskim uporom v Notranji Mongoliji so bili princi, ki so upali na obnovljeno dinastijo Čing v Mandžuriji in Mongoliji, saj so menili, da bi bila teokratična vladavina Bogd kana v nasprotju z njihovimi modernizacijskimi cilji za Mongolijo. Sčasoma je novonastala republika Kitajska obljubila nov narod petih ras (Han, Mandžur, Mongol, Tibetan in Ujgur). in zatrla mongolske upore na tem območju.
Republika Kitajska je notranjo Mongolijo reorganizirala v province:
- Provinca Rehe je bila ustanovljena, da bi vključevala ligi Džuuda in Džosutu ter območje Čengde v današnjem severnem Hebeiju.
- Provinca Čahar je bila ustanovljena, da bi vključevala ligo Šilingol in velik del nekdanjega ozemlja osmih banerjev.
- Provinca Suijuan je bila ustanovljena tako, da vključuje ligo Ulanqab, ligo Jekejuu in regijo Hetao (nekdanje ozemlje Guihua Tümed).
- Hulunbuir je ostal znotraj Heilongdžianga v Mandžuriji, ki je postala provinca.
- Večina lige Džirim je prišla pod novo provinco Fengtian v južni Mandžuriji.
- Taoši Mongolia, tj. ligi Alašan in Edžine, je bila vključena v sosednjo provinco Gansu. Kasneje se je provinca Ningšia odcepila od severnega Gansuja in Taoši Mongolija je postala del Ningšia.

Nekateri zemljevidi Republike Kitajske še vedno prikazujejo to strukturo.
Zgodovina Notranje Mongolije med drugo svetovno vojno je zapletena z japonsko invazijo in različnimi vrstami odporniških gibanj. Leta 1931 je Mandžurija prišla pod nadzor japonske marionetne države Mandžukuo, ki je zraven vzela nekaj mongolskih območij v mandžurskih provincah (tj. ligi Hulunbuir in Džirim). Rehe je bil prav tako vključen v Mandžukuo leta 1933, skupaj z ligami Džuu Uda in DŽosutu. Ta območja je do konca druge svetovne vojne leta 1945 zasedel Mandžukuo.
Leta 1937 je Japonsko cesarstvo odkrito in v celoti napadlo Republiko Kitajsko. 8. decembra 1937 je mongolski princ Demčugdongrub (znan tudi kot De Wang) razglasil neodvisnost za preostale dele Notranje Mongolije (tj. provinci Suijuan in Čahar) kot Mengdžiang in podpisal sporazume z Mandžukuom in Japonsko. Njena prestolnica je bila ustanovljena v Džangbeiju (zdaj v provinci Hebei), nadzor japonske marionetne vlade pa je segal daleč na zahod do regije Hohot. Japonsko napredovanje je porazil muslimanski general Hui Ma Hongbin v bitki pri West Suijuanu in bitki pri Vujuanu. Od leta 1945 Notranja Mongolija ostaja del Kitajske.
Mongol Ulanhu se je boril proti Japoncem.
Etnične mongolske gverilske enote so ustanovili nacionalisti Kuomintanga za boj proti Japoncem med vojno v poznih 1930-ih in zgodnjih 1940-ih letih. Te mongolske milice so ustanovili komisarski uradi s sedežem v Edžine in Alašaa, ki jih je ustanovil Kuomintang. Mongoli princa Demčugdongroba so bili tarča Mongolov Kuomintanga, da bi prebegnili v Republiko Kitajsko. Nacionalisti so rekrutirali 1700 borcev etničnih manjšin v Notranji Mongoliji in ustvarili vojna območja v Tumet Baner, Ulančab ligi in Ordos Jekeju ligi.
Ljudska republika Notranja Mongolija je bila ustanovljena kmalu po drugi svetovni vojni. Obstajala je od 9. septembra 1945 do 6. novembra 1945.

### Ljudska republika Kitajska
Komunistično gibanje je v japonskem obdobju postopoma dobilo zagon kot del Tretje komunistične internacionale v Notranji Mongoliji. Do konca druge svetovne vojne je imela notranjemongolska frakcija ComIntern delujočo milico in je dejavno nasprotovala poskusom neodvisnosti De Wangovih čingisidskih knezov na podlagi boja proti fevdalizmu. Po koncu druge svetovne vojne so kitajski komunisti ob odločilni sovjetski podpori prevzeli nadzor nad Mandžurijo in notranjemongolskimi komunisti ter leta 1947 ustanovili Avtonomno pokrajino Notranja Mongolija. Vojska Kominterne je bila vključena v Ljudsko osvobodilno vojsko. Sprva je avtonomna pokrajina vključevala samo regijo Hulunbuir. V naslednjem desetletju, ko so komunisti ustanovili Ljudsko republiko Kitajsko in utrdili nadzor nad celinsko Kitajsko, se je Notranja Mongolija razširila proti zahodu in vključevala pet od šestih prvotnih lig (razen Lige Džosutu, ki ostaja v provinci Liaoning), severni del regija Čahar, do takrat tudi liga (južni Čahar ostaja v provinci Hebei), regija Hetao ter zastavi Alašan in Edžine. Sčasoma so bila skoraj vsa območja s precejšnjim številom mongolskega prebivalstva vključena v regijo, kar je današnji Notranji Mongoliji dalo podolgovato obliko. Vodja Notranje Mongolije je bil v tem času Ulanhu, tako regionalni sekretar CPC kot vodja regionalne vlade.
Med kulturno revolucijo je bila uprava Ulanhuja očiščena, proti mongolskemu prebivalstvu avtonomne pokrajine pa se je sprožil val represije. Med žrtvami v Notranji Mongoliji je bilo 75 odstotkov Mongolov, čeprav so predstavljali le 10 odstotkov prebivalstva. Leta 1969 je bil velik del Notranje Mongolije razdeljen med okoliške province, pri čemer je bil Hulunbuir razdeljen med Heilongjiang in Džilin, Džirim je šel v Džilin, Džuu Uda v Liaoning, regija Alašan in Edžine pa sta bila razdeljena med Gansu in Ningšia. Ta odločitev je bila leta 1979 razveljavljena.
Notranja Mongolija je doživela precejšen razvoj, odkar je Deng Šjaoping leta 1978 uvedel kitajsko gospodarsko reformo. Približno deset let od leta 2000 je bila rast BDP v Notranji Mongoliji najvišji v državi (skupaj z Guangdongom), predvsem zaradi uspeha industrij naravnih virov. Rast BDP je vedno presegala 10 %, celo 15 %, povezave z Wolf Economy na severu pa so pomagale razvoju. Vendar pa je rast povzročila ogromno onesnaženja in degradacije travišč. Poskusi pritegniti etnične Kitajce k selitvi iz drugih regij ter urbanizirati te podeželske nomade in kmete so pripeljali do ogromnih količin korupcije in zapravljanja javne porabe, kot je mesto Ordos. Akutna neenakomerna porazdelitev bogastva je še zaostrila etnične napetosti, mnogi avtohtoni Mongoli se počutijo vse bolj marginalizirani v svoji domovini, kar je vodilo v nemire v letih 2011 in 2013.
31. avgusta 2020 so v etničnih mongolskih skupnostih izbruhnili veliki protesti zaradi nenapovedanih načrtov kitajske vlade za postopno opuščanje poučevanja v mongolskem jeziku.

## Geografija
Uradno je Notranja Mongolija razvrščena kot eden od delov Severne Kitajske na ravni provinc, vendar njena velika razpotegnjenost pomeni, da njeni deli pripadajo tudi severovzhodni in severozahodni Kitajski. Meji na osem oddelkov na ravni provinc v vseh treh prej omenjenih regijah (Heilongdžiang, Džilin, Liaoning, Hebei, Šanši, Šaanši, Ningšia in Gansu), pri čemer se povezuje s Šaanšijem za največje število mejnih oddelkov na ravni provinc. Večina njene mednarodne meje je z Mongolijo, ki se v kitajščini včasih imenuje zunanja Mongolija, medtem ko je majhen del z ruskim Zabajkalskim krajem.
Notranja Mongolija je večinoma sestavljena iz severne strani Severnokitajskega kratona, nagnjenega in sedimentiranega predkambrijskega bloka. Na skrajnem jugozahodu je rob Tibetanske planote, kjer najvišji vrh avtonomne regije, glavni vrh v gorovju Helan, doseže 3556 metrov in ga še danes v kratkih sunkih potiska navzgor. Večji del Notranje Mongolije je planota s povprečno višino okoli 1200 metrov in prekrita z obsežnimi nanosi puhlice in peska. Severni del obsega gorovje Hingan iz mezozojske dobe in je zaradi hladnejšega podnebja bolj gozdnat, predvsem z mandžurskim brestom, jesenom, brezo, mongolskim hrastom in številnimi vrstami bora in smreke. Kjer je prekinjen permafrost severno od okrožja Hailar, so gozdovi skoraj izključno iglavci. Na jugu je naravna vegetacija travinje na vzhodu in zelo redko na sušnem zahodu, paša pa je prevladujoča gospodarska dejavnost.
Zaradi starodavnih, preperelih kamnin, ki ležijo pod njenim globokim sedimentnim pokrovom, je Notranja Mongolija pomembno rudarsko območje, ki ima velike zaloge premoga, železove rude in mineralov redkih zemelj, zaradi česar je danes pomembna industrijska regija.

### Podnebje
Zaradi svoje podolgovate oblike ima Notranja Mongolija monsunsko podnebje s štirimi sezonami in regionalnimi razlikami. Zime v Notranji Mongoliji so zelo dolge, hladne in suhe s pogostimi snežnimi nevihtami, čeprav je snega tako malo, da Notranja Mongolija nima modernih ledenikov niti na najvišjih vrhovih Helana. Pomlad je kratka, blaga in sušna, z velikimi, nevarnimi peščenimi nevihtami, medtem ko je poletje zelo toplo do vroče in razmeroma vlažno, razen na zahodu, kjer ostane suho. Jesen je kratka in kaže stalno ohlajanje, s temperaturami pod 0 °C, doseženimi oktobra na severu in novembra na jugu.
Uradno je večina Notranje Mongolije razvrščena kot hladno sušno ali stepsko območje (Köppen BWk, BSk). Majhen del poleg teh je razvrščen kot vlažno celinsko (Köppen Dwa/Dwb) na severovzhodu ali subarktično (Köppen Dwc) na skrajnem severu blizu Hulunbuirja.

### Upravne delitve
Notranja Mongolija je razdeljena na dvanajst oddelkov na ravni prefektur. Do poznih devetdesetih let 20. stoletja je bila večina prefekturnih regij Notranje Mongolije znanih kot lige (kitajsko: 盟), raba, ki se je ohranila iz mongolskih oddelkov dinastije Qing. Podobno so delitve na ravni okrožja pogosto znane kot transparenti (kitajsko: 盟). Od 1990-ih so se številne lige spremenile v mesta na ravni prefekture, čeprav banerji ostajajo. Prestrukturiranje je vodilo do preoblikovanja primatskih mest v večini lig v administrativna preoblikovanja v okrožja (tj.: Hailar, Džining in Dongšeng). Nekatera novoustanovljena mesta na ravni prefekture so se odločila obdržati izvirno ime Lige (tj.: Hulunbuir, Bajannur in Ulanqab), nekatera so sprejela kitajsko ime svojega glavnega mesta (Čifeng, Tongliao), eno Ligo (Jekedžu) pa so preprosto preimenovali sam Ordos. Kljub tem nedavnim upravnim spremembam nič ne kaže, da se bodo lige Alša, Hingan in Šilingol v bližnji prihodnosti spremenile v mesta na ravni prefekture.
| Hohot Baotou | 1  | Hohot     | 2.364.800 | 11 | Šilinhot  | 233.700 | Čifeng Vuhai |
| Hohot Baotou | 2  | Baotou    | 1.936.200 | 12 | Mandžouli | 212.200 | Čifeng Vuhai |
| Hohot Baotou | 3  | Čifeng    | 963.000   | 13 | Fengdžen  | 138.600 | Čifeng Vuhai |
| Hohot Baotou | 4  | Vuhai     | 563.300   | 14 | Zalantun  | 134.400 | Čifeng Vuhai |
| Hohot Baotou | 5  | Ordos     | 530.400   | 15 | Jakeši    | 131.900 | Čifeng Vuhai |
| Hohot Baotou | 6  | Tongliao  | 460.000   | 16 | Holingol  | 130.700 | Čifeng Vuhai |
| Hohot Baotou | 7  | Bajanur   | 383.500   | 17 | Erenhot   | 75.200  | Čifeng Vuhai |
| Hohot Baotou | 8  | Hulunbuir | 350.400   | 18 | Genhe     | 64.000  | Čifeng Vuhai |
| Hohot Baotou | 9  | Ulanqab   | 309.600   | 19 | Aršan     | 47.800  | Čifeng Vuhai |
| Hohot Baotou | 10 | Ulanhot   | 272.500   | 20 | Ergun     | 38.000  | Čifeng Vuhai |

## Gospodarstvo
Pridelava poljščin, kot je pšenica, ima prednost ob rečnih dolinah. Na bolj sušnih travnikih je reja koz, ovc in tako naprej tradicionalen način preživljanja. Gozdarstvo in lov sta nekoliko pomembna v pogorju Velikega Hingana na vzhodu. Z rejo severnih jelenov se ukvarjajo Evenki v Evenškem avtonomnem banerju. Nedavno sta gojenje grozdja in pridelava vina postala gospodarski dejavnik na območju Vuhai.
Notranja Mongolija ima obilico virov, zlasti premog, kašmir, zemeljski plin, redke zemeljske elemente, in ima več nahajališč naravno prisotnega niobija, cirkonija in berilija kot katera koli druga regija na ravni province na Kitajskem. Regija je tudi vir surove nafte, z lokacijami, kot je naftno polje Šifeng, ki proizvede več deset tisoč sodov na dan. Vendar sta bila v preteklosti izkoriščanje in uporaba virov precej neučinkovita, kar je povzročilo slabe donose iz bogatih virov. Notranja Mongolija je tudi pomembna baza za proizvodnjo premoga, saj je v provinci več kot četrtina svetovnih zalog premoga. Do leta 2010 namerava podvojiti letno proizvodnjo premoga (z obsega 260 milijonov ton iz leta 2005) na 500 milijonov ton premoga na leto.
Industrija v Notranji Mongoliji je zrasla predvsem okoli premoga, proizvodnje električne energije, gozdarske industrije in povezanih industrij. Notranja Mongolija zdaj spodbuja šest konkurenčnih industrij: energetiko, kemikalije, metalurgijo, proizvodnjo opreme, predelavo kmetijskih (vključno z mlečnimi) pridelki in visoko tehnologijo. Znana podjetja v Notranji Mongoliji so podjetja, kot so ERDOS, Yili in Mengniu. Tako kot v večjem delu Kitajske je gospodarska rast privedla do razcveta gradbeništva, vključno z novimi poslovnimi objekti in velikimi stanovanjskimi kompleksi.
BDP Notranje Mongolije je leta 2022 znašal 2,3 bilijona CN¥ (344 milijard ameriških dolarjev nominalno), s povprečnim letnim povečanjem za 10 % od obdobja 2010–2015. Njen BDP na prebivalca je znašal 96.474 CN¥ (14.343 ameriških dolarjev nominalno), kar je na 8. mestu med vsemi 31 kitajskimi provincami. Primarna, sekundarna in terciarna industrija so k BDP prispevale 265 milijard jenov (39,45 milijarde dolarjev), 1,12 bilijona jenov (167,1 milijarde dolarjev) oziroma 926 milijard jenov (137,7 milijarde dolarjev).
Poleg velikih zalog naravnih virov ima Notranja Mongolija tudi največjo uporabno zmogljivost vetrne energije na Kitajskem zaradi močnih vetrov, ki se razvijajo na travnikih province. Nekatera zasebna podjetja so postavila vetrne parke v delih Notranje Mongolije, kot so Bailingmiao, Hutengliang in Džouzi.
Vzhodno od Džilantaija v Notranji Mongoliji je območje za usposabljanje balističnih izstrelkov, ki ga uporabljajo raketne sile ljudske osvobodilne vojske (PLARF) za usposabljanje raketnih posadk za mobilne izstrelke izstrelkov, njihova podporna vozila in balistične izstrelke v silosih.

## Turizem
V glavnem mestu Hohot:
- Tempelj Da Džao je budistični tempelj, zgrajen leta 1580. Znan je po treh predmetih: kipu Bude iz srebra, dovršenih rezbarijah zmajev in poslikavah.
- Tempelj petih pagod v glavnem mestu Hohot. Imenuje se tudi Džingangzuo Dagoba, nekoč je bila ena stavba templja Cideng (tempelj usmiljene luči), zgrajen leta 1727.
- Rezidenca princese Gurun Kedžing je dvorec, značilen za arhitekturni slog dinastije Čing, ki ga je leta 1705 zgradil cesar Kangši za svojo hčer.
- Pagoda Vanbu-Huajandžing (万部华严经塔) v Hohotu. Zgrajena je bila med vladavino cesarja Šengzonga (983–1031) iz dinastije Khitan Liao (907–1125) in je še vedno dobro ohranjena.
- Tempelj Šiaodžao, znan tudi kot tempelj Čongfu, je budistični tempelj, zgrajen leta 1697, ki mu je bil naklonjen cesar Kangši iz dinastije Čing.
- Tempelj Šilitu Džao / Siregtu džuu je največji budistični tempelj na območju in nekoč središče moči tibetanskega budizma v regiji.
- Grobnica Džaodžun je grobnica Vang Džaodžun, dvorne dame iz dinastije Han, ki je leta 33 pr. n. št. postala soproga vladarja Šiongnu Huhanje Šanju.

Drugje v Notranji Mongoliji:
- Mavzolej Džingiskana, kenotaf v mestu Ordos.
- Travniki Bašang na meji blizu Pekinga so priljubljeno zatočišče mestnih prebivalcev, ki želijo okusiti življenje na travnikih.
- Kamniti gozd Aršihati v globalnem geoparku Hešigten ima veličastne granitne skalne formacije, nastale zaradi naravne erozije.
- Šiangšavan ali 'pojoča peščena soteska' v puščavi Gobi in vsebuje številne turistične atrakcije, vključno s sankanjem po pesku in jahanjem kamel.
- Ostanki Džongdžinga (osrednja prestolnice), ki ga je leta 1003 zgradil cesar Šengzong iz dinastije Khitan Liao (907–1125) v okrožju Ningčeng.
- Ostanki Šangdžinga (zgornja prestolnica), ki ga je leta 918 zgradil Jelu Abaodži, 1. cesar dinastije Khitan Liao (907–1125). Imenuje se tudi Huangdu in je bila ena od petih prestolnic dinastije Liao.
- Zulingov mavzolej Abaodži Kana. Zgrajena je bila leta 926 za Abaodžija, prvega cesarja dinastije Liao. Stoji v severozahodno od vasi Šifangzi.
- Tablice Džujan. Dinastija Han (206 pr. n. št.– 220 n. št.) napisi na lesu in bambusu. Leta 1930 je Folke Bergman iz kitajsko-švedske odprave prvič odkril 10.000 tablic v Edžin Khošu v puščavi Gobi.
- Ruševine Šangduja (Šanadu), poletne prestolnice mongolske dinastije Juan, ki jo je leta 1256 zgradil Kublajkan.
- Bela pagoda mongolske dinastije Juan (1279–1368) v okrožju Kailu, Tongliao. Je še dobro ohranjena.
- Ruševine Čagan Khoto (查干浩特), prestolnice zadnjega mongolskega velikega kana Ligdena (1588–1634) v kraju Ar Horqin Baner.

Eden od kitajskih izstrelitvenih objektov za vesoljska vozila, Džiuquan Satellite Launch Center, je v Edžin Banerju lige Alša na zahodu Notranje Mongolije. Ustanovljena je bila leta 1958 in je postala prva lansirna naprava v LRK. Od leta 2021 je Jiuquan dokumentiral več izstrelitev kot katera koli druga izstrelitvena naprava na Kitajskem in je še vedno edino izstrelišče za vesoljske misije s posadko (program Šendžou). Medtem ko je geološko v Notranji Mongoliji, je izstrelitveni center poimenovan po DŽiuquanu, ki je najbližje mestno središče v bližnji provinci Gansu. Kot vojaški objekti so osrednja območja v centru zelo omejena in jih je mogoče obiskati samo s turističnimi avtobusi, ki jih upravlja center, medtem ko je center za obiskovalce odprt za javnost in je dostopen z južnih vrat.
V Notranji Mongoliji sta tudi dve (in samo dve) pristajališči za vesoljska vozila na Kitajskem, pristajališče Sizivang Baner v Ulanqabu in pristajališče Dongfeng v Alši.

## Galerija
- Ulaanbutan travišča
- Travišča
- Gorovje Helan
- Khitanci kuhajo. Freska iz grobnice dinastije Liao (907–1125) v Aohan Baner
- Freska iz grobnice dinastije Liao (907–1125) v Baošanu, baner Ar Horqin
- Častna grobnica Vang Džaodžuna (rojen okoli 50 pr. n. št.) v Hohotu
- Ostanki mesta Khara-Khoto, zgrajenega leta 1032 v Edžin Baner, Alša Liga
- Trdnjava templja Maidari Džuu (美岱召; měidài zhào), ki jo je zgradil Altan Kan leta 1575 blizu Baotouja
- Novo zgrajen lok pred trdnjavo templja Maidari DŽuu (1575)
- Tempelj Dadžao (imenovan tudi Ikh Zuu), ki ga je zgradil Altan Kan leta 1579
- Tempelj petih pagod (1727) v Hohotu
- Samostan Badekar (1749) blizu Baotouja v Notranji Mongoliji. V mongolščini se imenuje Badgar Zuu
- Tempelj Badain Džaran (1868) v Alša Right Baner, zahodna Notranja Mongolija
- Zahodni samostan Alša (Alšaa Barun Hiid), zgrajen leta 1756
- Džingiskanov mavzolej (1954) v zastavi Edžin Horo
- Džingiskanov mavzolej (1954)